# Christiane Padé
Christiane Elisabeth Padé (* 20. Juni 1975 in Karlsruhe) ist eine deutsche Juristin und Richterin am Bundessozialgericht.

## Leben und Wirken
Padé studierte ab 1993 Rechtswissenschaften an der Universität Heidelberg. Nach einem Auslandsaufenthalt an der Universität Leuven legte sie 1998 in Heidelberg ihr Erstes Juristisches Staatsexamen ab. Anschließend war sie als wissenschaftliche Mitarbeiterin am Max-Planck-Institut für ausländisches öffentliches Recht und Völkerrecht in Heidelberg tätig. Außerdem absolvierte sie ein Magisterstudium an der Russischen Akademie der Wissenschaften, das sie 1999 als Magistra prawa po spezialnosti jurisprudenzija abschloss. Anschließend kehrte sie nach Deutschland zurück und widmete sich ihrer Promotion. 2001 wurde Padé von der Universität Heidelberg mit einer von Rüdiger Wolfrum betreuten völkerrechtlichen Arbeit zur Dr. iur. promoviert.
2002 legte sie ihr Zweites Staatsexamen ab und trat in den Justizdienst des Landes Rheinland-Pfalz ein. Dort wurde sie zunächst am Sozialgericht Trier eingesetzt. Nach einer Abordnung als wissenschaftliche Mitarbeiterin an das Bundessozialgericht von 2004 bis 2007 wechselte sie in den Justizdienst des Landes Baden-Württemberg, wo sie zunächst am Sozialgericht Karlsruhe eingesetzt wurde. 2009 wechselte sie an das Sozialgericht Freiburg. Von Juli 2012 bis Juni 2013 war sie an das Landessozialgericht Baden-Württemberg abgeordnet. 2018 wurde sie zur Richterin am Landessozialgericht ernannt. Im selben Jahr wurde Padé zur Richterin am Bundessozialgericht gewählt. Sie wurde dem vor allem für Beitrags- und Mitgliedschaftsrecht der Krankenversicherung, Pflegeversicherungs-, Rentenversicherungs- und Arbeitslosenversicherungsrecht zuständigen 12. Senat zugewiesen.
Außerdem veröffentlichte sie einige wissenschaftliche Beiträge, vor allem zum Sozialversicherungsrecht.
Padé ist verheiratet und Mutter von zwei Kindern.